# Żółkiewka (wieś)
Żółkiewka (niem. Pilgramshain) – wieś w Polsce położona w województwie dolnośląskim, w powiecie świdnickim, w gminie Strzegom.

## Podział administracyjny
W latach 1975–1998 miejscowość administracyjnie należała do województwa wałbrzyskiego.

## Zabytki

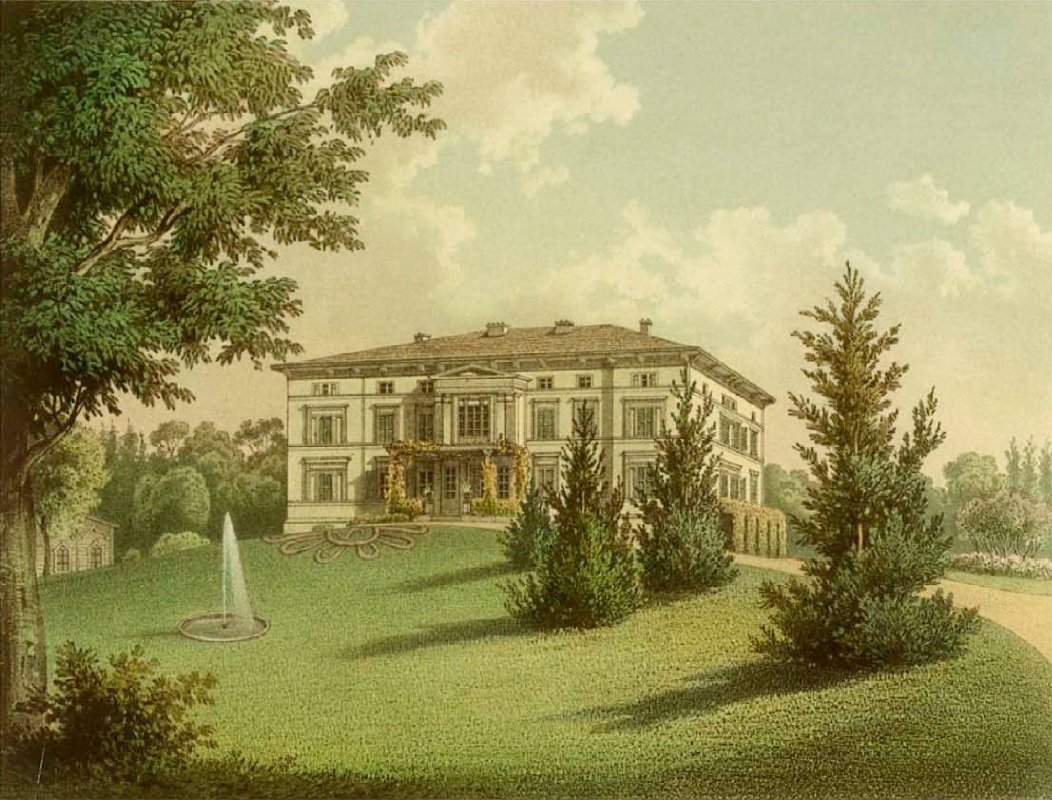
Rittergut Pilgrimshain

Do wojewódzkiego rejestru zabytków wpisane są:
- park z aleją dojazdową, z 1830 r.
- wiatrak holender z budynkiem mieszkalnym i magazynowym, z 1867 r.